# 木野工
木野 工（きの たくみ、1920年（大正9年）6月15日 - 2008年（平成20年）8月3日）は、日本の小説家。

## 経歴
北海道旭川市生まれ。旭川中学校（現・北海道旭川東高等学校）、北海道帝国大学工学部卒業。1943年に海軍予備学生として横須賀海兵団に入団。占守島派遣や内地転属を経て終戦を迎える。北海日日新聞創刊に参加し、新聞合併を経て北海タイムスの記者として勤務。文化部長や論説委員を務めた。その傍ら1949年より旭川の文芸同人誌「冬濤」に参加。1952年より同誌編集責任者を務めた。旭川市の郷土史研究書である『旭川今昔ばなし』も著した。

## 受賞・候補歴
- 1953年（昭和28年） - 「粧はれた心」が第28回芥川賞最終候補作となる
- 1956年（昭和31年） - 「煙虫」が第36回芥川賞最終候補作となる
- 1960年（昭和35年） - 「紙の裏」が第44回芥川賞最終候補作、「凍」が第46回芥川賞最終候補作となる
- 1962年（昭和37年） - 「怪談」が第47回直木賞最終候補作となる
- 1971年（昭和46年） - 「襤褸」で第5回北海道新聞文学賞を受賞。また、第60回直木賞最終候補作となる

## 著作
- 「凍雪」 緑地社,1958
- 「グラン・プリ スピードに賭ける男たち」 荒地出版社,1967
- 「樹と雪と甲虫と」 光風社書房,1972
- 「襤褸」 新潮社,1972
- 「ドキュメント 苫小牧港」 講談社,1973
- 「旭川中島遊廓」 光風社書房,1976
- 「旭川今昔ばなし」 総北海出版,1985
- 「旭川今昔ばなし（続）」 総北海出版,1985
- 「東京風信」 南風社,1994